# Baili Dao
Baili Dao (kinesiska: 白沥岛) är en ö i Kina. Den ligger i provinsen Guangdong, i den södra delen av landet, omkring 140 kilometer söder om provinshuvudstaden Guangzhou. Arean är 7,8 kvadratkilometer. Den sträcker sig 4,1 kilometer i nord-sydlig riktning, och 3,9 kilometer i öst-västlig riktning.
Genomsnittlig årsnederbörd är 2 515 millimeter. Den regnigaste månaden är maj, med i genomsnitt 466 mm nederbörd, och den torraste är januari, med 30 mm nederbörd.